# Protocolo no orientado a la conexión
En telecomunicaciones, no orientado a la conexión significa una comunicación entre dos puntos finales de una red en los que un mensaje puede ser enviado desde un punto final a otro sin acuerdo previo. 
El dispositivo en un extremo de la comunicación transmite los datos al otro, sin tener que asegurarse de que el receptor esté disponible y listo para recibir los datos. El emisor simplemente envía un mensaje dirigido al receptor. 
Cuando se utiliza esta forma de comunicación son más frecuentes los problemas de transmisión que con los protocolos orientado a la conexión y puede ser necesario reenviar varias veces los datos. Los protocolos no orientados a la conexión son a menudo rechazados por los administradores de redes que utilizan cortafuegos porque los paquetes maliciosos son más difíciles de filtrar. El protocolo IP y el protocolo UDP son protocolos no orientados a la conexión, pero TCP es un protocolo orientado a la conexión. Los protocolos no orientados a la conexión son descritos generalmente como sin estado porque los puntos finales no guardan información para recordar una "conversación" de cambios de mensajes. La alternativa al enfoque no orientado a la conexión es utilizar protocolos orientados a la conexión, que son descritos a veces como con estado porque pueden seguir una conversación.

## Lista de protocolos no orientados a la conexión
- protocolo IP
- protocolo UDP
- ICMP
- IPX
- TIPC